# Dicranota amatrix
Dicranota (Dicranota) amatrix là một loài ruồi trong họ Pediciidae. Chúng phân bố ở vùng Indomalaya.